# サイコメトリー
サイコメトリー（英: Psychometry）とは、超能力の一種で、能力の範囲の厳密な定義はないが、最も主な特徴は、物体に残る人の残留思念を読み取ることである。とりわけ、液体に思念が残ることが多いとされ、テレビ番組などでは湖や沼などで能力が使われることが多い。
サイコメトリーという言葉は、アメリカの神霊研究家であるジョセフ・ローズ・ブキャナン（1814 - 1899年）が提唱した用語であると書かれている。
強い力を持つサイコメトラーは、酷いと残留思念により怪我をしたり、失神したりしてしまうこともある。

## 心霊考古学
心霊考古学とは過去を知る手段に、霊能者のサイコメトリーや透視などの能力を使用する考古学研究のことである。マサチューセッツ工科大学のスティーヴン・シュワルツによれば、75年にわたって透視能力者と考古学者の関係は続いている。
考古学者クラレンス・ワイアントは、オルメカ文明の重要な遺跡トレス・サポテスを発見したが、後の人類学会の年次総会で「この発見はある超能力者の援助がなければできなかっただろう」と述べている。また、オランダのユトレヒト州立大学の超心理学研究所長のW・H・テンハフと南アフリカのウィトワーテルスラント大学のマリウス・ヴァルコフは、オランダの能力者ジェラルド・クロワゼが小さな骨の一片からでも、その物体の背景を正確に描写できることを発見している。また、ニューヨークの臨床心理学者ローレス・ルシャンは当初サイコメトリーに懐疑的であったが、能力者アイリーン・ギャレットが小さな欠片からその物体の歴史を描写できることを発見し、肯定的な姿勢に転じたとされている。

### ステファン・オソヴィエツキーによるサイコメトリー
ポーランド人であるステファン・オソヴィエツキーは、発掘された考古学品の過去を見通す能力があることで知られていた。1935年、ポーランドの民俗学者であるスタニスラフ・ポニアトスキーは世界中の遺跡から集めた火打石や石器などを使ってオソヴィエツキーの能力の実験を行った。それらの石類は外見からは正体がわからず、まだオソヴィエツキー自身の目に触れられないよう細心の注意が払われていた。実験が行われた結果、オソヴィエツキーは石器類の使用されていた年代、発見された場所やそれを生み出した文化などを次々と正確に描写した。オソヴィエツキーの描写がポニアトスキーの情報と食い違う時が幾度かあったが、後にポニアトスキーの情報に誤りがあったことが判明した。
紀元前15000年から紀元前10000年前の間にフランスで栄えたマグダレニアン人の石器を手にしたオソヴィエツキーは「マグダレニアン人の女性はとても手の込んだ髪型をしている」と描写した。これは当時の通説からは離れた見解だったが、後にマグダレニアン人の女性の彫像が発見されるにおよび、正しい見方であったことが実証された。この例のように、当初は誤っていると判断されたオソヴィエツキーの描写が後に正しいと判明した事例は、100を超える。オソヴィエツキーは石器時代の人々は油のランプを使っていたと発言したが、後にフランスのブルゴーニュ地域圏で彼が描写した通りの形と大きさのランプが発掘された。またオソヴィエツキーは石器時代の人々の、住居形態や埋葬習慣、狩猟対象の動物などの詳細な絵を描いたが、それらは後に考古学上の発見で正しいと立証された。

### ジョージ・マクマレンによるサイコメトリー
カナダ考古学会の副会長であったノーマン・エマーソンは、サイコメトリーを通した考古学研究の可能性について言及している。エマーソンは当初懐疑的であったが、ジョージ・マクマレンという名のトラック運転手の能力を研究した結果、肯定的な見方に転回した。マクマレンは、物や遺跡を眺めるだけでそれらの過去を言い当てることができたとされている。マクマレンは何もない大地の上を歩き、そこがイロクォイ族の共同生活があった場所だと発言したが、6か月後の発掘により、それが事実であることが判明した。エマーソンは1973年の年次学会の席上で「考古学調査において、超能力者の使用を広げていくことは最優先事項」だと述べている。

### ヘルマン・ヒルプレヒトの「夢」
1892年3月、ペンシルヴァニア大学の教授ヘルマン・ヒルプレヒトはバビロニアの古代都市ニップルから出土した刻文の写しをチェックしていた。一向に解釈できない刻文を前にヒルプレヒトは疲労し、眠りに落ちた。そして「驚くべき夢」を見た。
夢の中ではバビロニアの長衣をまとった神官が訪れ、ヘルプレヒトをニップルのベル神殿の宝物庫に案内した。神殿の床には瑪瑙が散らばっていた。神官は「あなたが22ページと26ページに別々に掲載した断片は本来一つの物だ」と語りその由来を説明し始めた。それによればクリガルズ王による勅命に従い、ニニブ神像の耳飾りを創るために、円筒を3つに切り分け、それぞれが元の文の一部を含む3つのリングに分割した。うち2つはヒルプレヒトが持つリングで、最後の1対はまだ見つかっていない、という。
夢から覚めたヒルプレヒトは、ニップルの刻文をもう一度調べ直した。すると2つのリングに刻み込まれた文字が1つに繋がることに気付いた。文字は以下のように解読できた。「主であるベルの息子ニニブ神に、ベルの大神官たるクリガルズがこれを奉納した。」
その後、ヒルプレヒトがこの夢について同僚に話した際、イスタンブールの博物館にある2つの瑪瑙のリングの色が何故か互いに異なっている、という話を聞かされた。イスタンブールに旅したヒルプレヒトは、博物館の2つのリングを重ね合わせ、元が同じ円筒であったことを確認した。ヒルプレヒトは「夢」を見たことにより、数百マイル離れたところにあって現物を見たこともない出土品を結びつけることができた。

## フィクションの作品
サイコメトリーを備えた人間を一般的には「サイコメトリスト」と呼称するが、漫画『サイコメトラーEIJI』では語呂のよさから「サイコメトラー」という造語を使用している。よって、SF漫画『銃夢』などにみられるようにサイコメトリストを用いるのが本来的であるが、『サイコメトラーEIJI』の影響により、サイコメトラーという単語も日本では一般に浸透している。